# Ara votiva do Ninho do Açor
A Ara votiva do Ninho do Açor é uma ara votiva que mostra a influência romana no Ninho do Açor. A ara foi encontrada no Chão de João Pedro, foreiro do antigo Morgadio, quando se aprofundava um poço. Como a pedra foi ali parar não se sabe, mas certamente deve ter vindo de outras proveniências. A hipótese mais verosímil é que seja originária do "Sobreiral", uma propriedade que fica 500 metros a sul da povoação, onde existe uma estação arqueológica na qual foram encontradas outras antigualhas.
Este achado foi adquirido pelo padre Manuel Martins, professor no antigo Colégio de S. Fiel, que depois o cedeu, em 1906, ao Sr. Francisco Tavares Proença Jr., arqueólogo e fundador do museu que tem o seu nome.
A inscrição depois de desdobrados os nexos e soltas as letras inclusas, diz o seguinte:
ARENTIAE ET ARENTIO MONTANVS TANGI [...]
Como se pode ver pela figura, a ara tem o fuste partido, faltando-lhe a parte inferior que contém a base e o resto da inscrição. Apesar de amputada é possível arriscar uma reconstituição. José Manuel Garcia no seu livro "Epigrafia Lusitano-Romana do Museu Tavares Proença Júnior" sugere a seguinte hipótese:
ARENTIAE ET ARENTIVS MONTANVS TANGINI V(otum) S(oluit)
que em tradução um pouco livre significa:
"MONTANO, FILHO DE TANGINO, CUMPRIU O VOTO FEITO A ARENTIA E A ARENTIO."
O "Montanus", que aparece na inscrição como dedicante da ara, não era romano de origem, mas um lusitano romanizado, isto é, um nativo que assimilou a cultura romana. Prova disso está no antropónimico "Tanginus", seu pai, que é um nome genuinamente lusitano e até dos mais comuns entre a onomástica indígena. Também os deuses, aos quais a ara é dedicada, não são romanos. Trata-se de teonimos lusitanos de grafia e fonética alatinadas pelos autóctones.
O Dr. Leite de Vasconcelos, na sua obra "Religiões da Lusitânia", faz uma tradução algo diferente:
"A ARÊNCIA E A ARÊNCIO (consagrou este monumento) MONTANO, filho de TANGI…"
A ara supra encontra-se no Museu Francisco Tavares Proença Júnior desde 1910, onde pode ser visitada mas não fotografada.